# Углокрыльницы
Углокрыльницы (лат. Polygonia) — род дневных бабочек из семейства Nymphalidae.

## Этимология
С греческого языка, родовой эпитет углокрыльниц переводится как «много углов».

## Описание
Задний край переднего крыла с характерной полукруглой вырезкой. Бурая маргинальная перевязь на крыльях характеризуется рядом жёлтых лунок. Крылья с нижней стороны с характерным рисунком из бурых оттенков, которые имитируют кору дерева и с чётким белым значком на наружной границе центральной ячейки. Центральная ячейка на задних крыльях не замкнута. Внешний край крыльев сильно изрезан, с заметными выступами на жилках M1 и Cu2 на передних крыльях и на жилках M3 и Cu2 — на задних.

## Виды
- Polygonia c-album (Linnaeus, 1758) — Углокрыльница c-белое
- Polygonia c-aureum (Linnaeus, 1767) — Углокрыльница с-золотое
- Polygonia comma (Harris, 1842) — Углокрыльница запятая
- Polygonia egea Cramer, 1775 — Углокрыльница южная
- Polygonia faunus (Edwards, 1862)
- Polygonia g-argenteum Doubleday & Hewitson, 1846
- Polygonia gigantea (Leech, 1883)
- Polygonia gracilis Grote & Robinson, 1867
- Polygonia haroldii Dewitz, 1877
- Polygonia interposita (Staudinger, 1881)
- Polygonia interrogationis Fabricius, 1798
- Polygonia oreas (Edwards, 1869)
- Polygonia progne (Cramer, 1775)
- Polygonia satyrus (Edwards, 1869)
- Polygonia undina (Grum-Grshimailo, 1890)
- Polygonia zephyrus (Edwards, 1870)

## Галерея

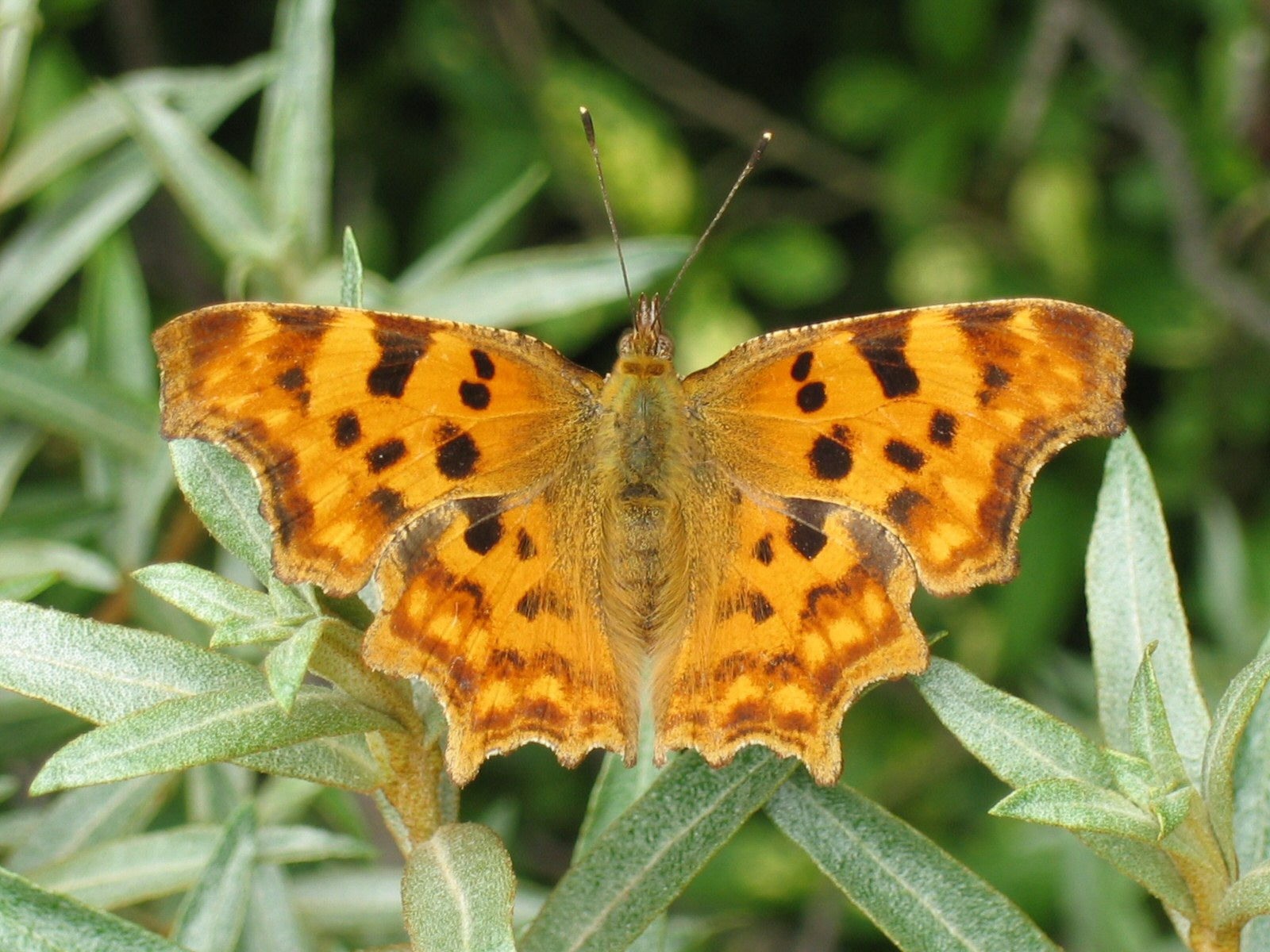
Polygonia c-album
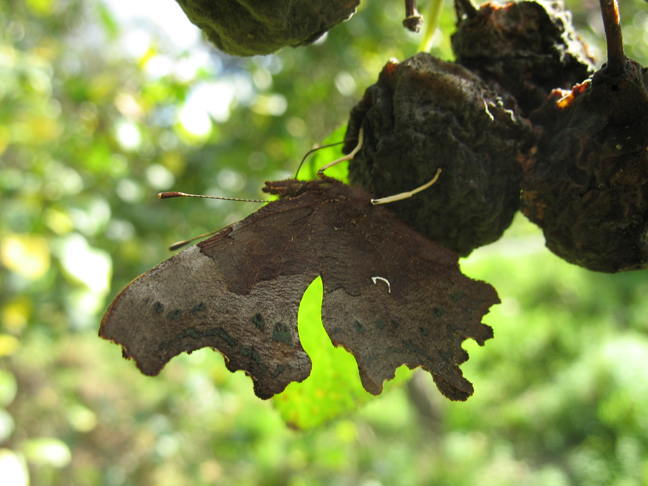
Polygonia c-album
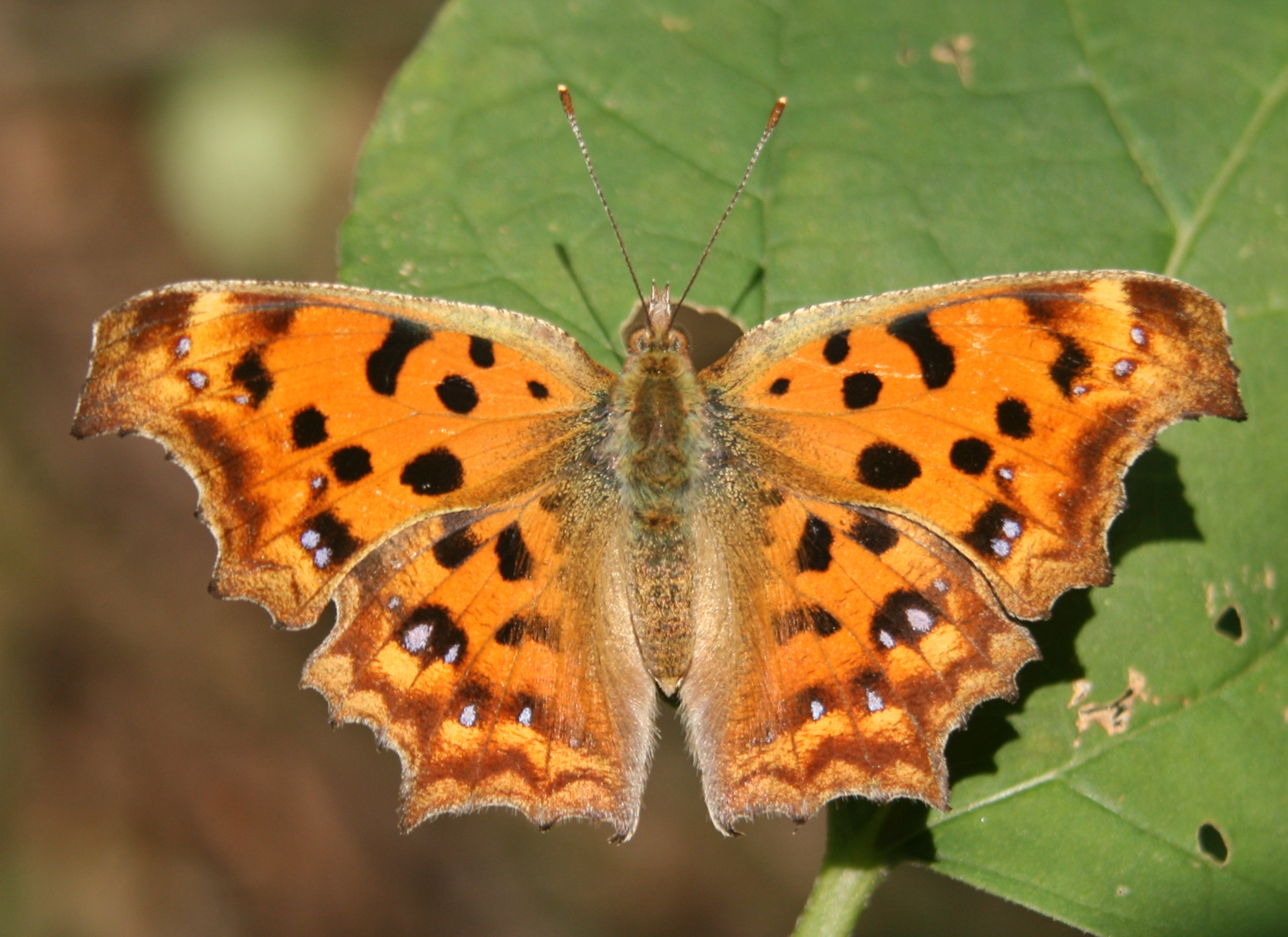
Polygonia c-aureum
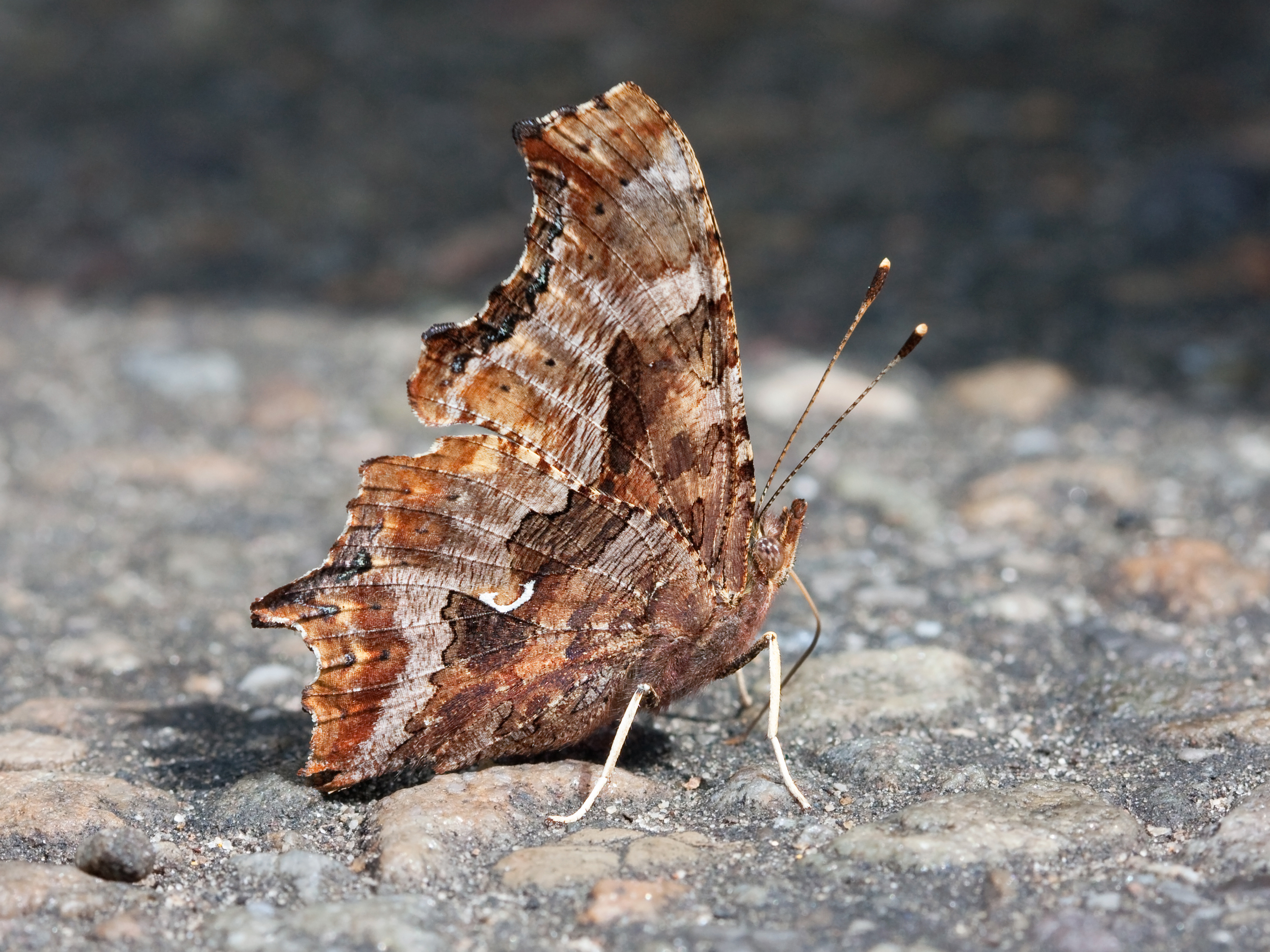
Polygonia comma
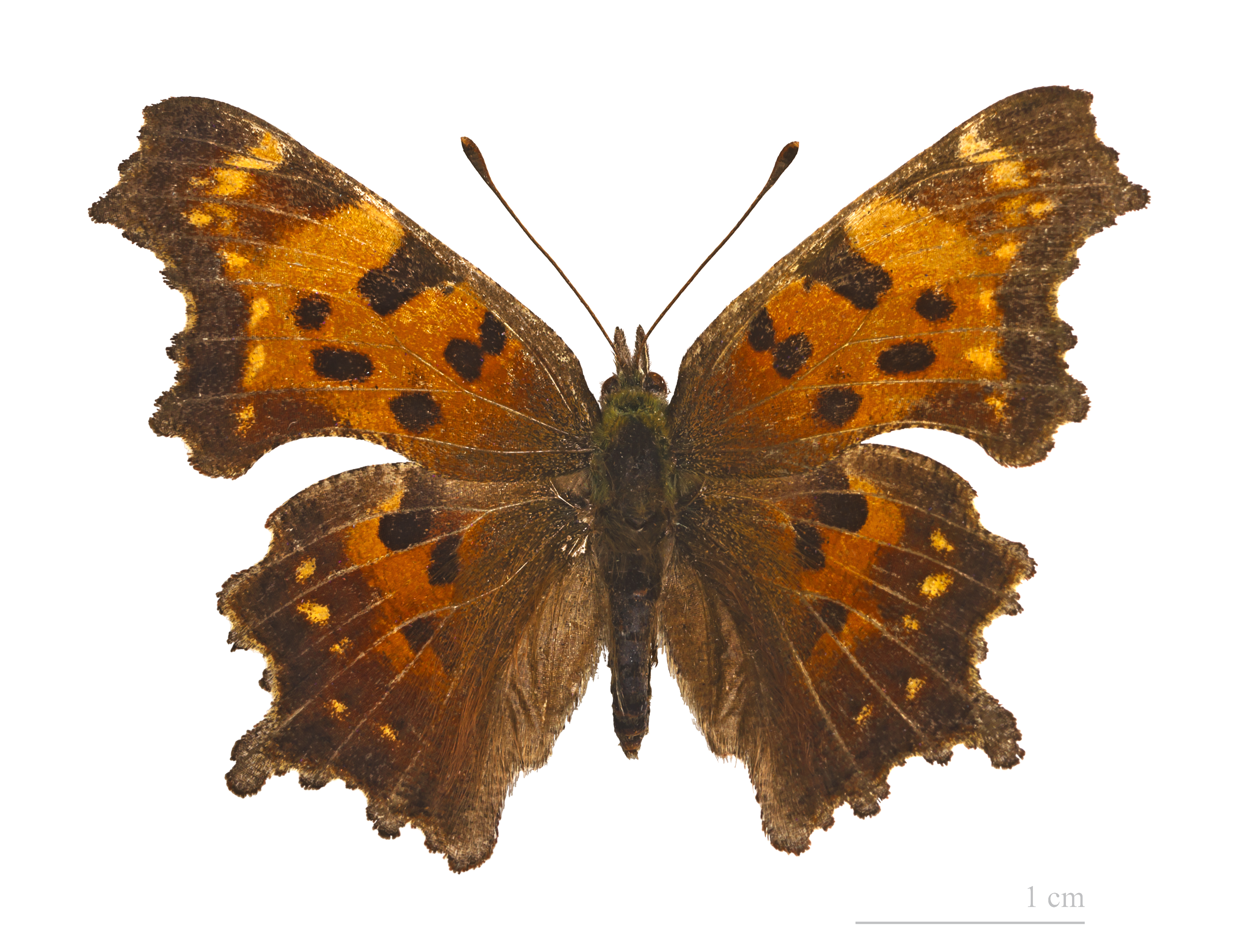
Polygonia faunus
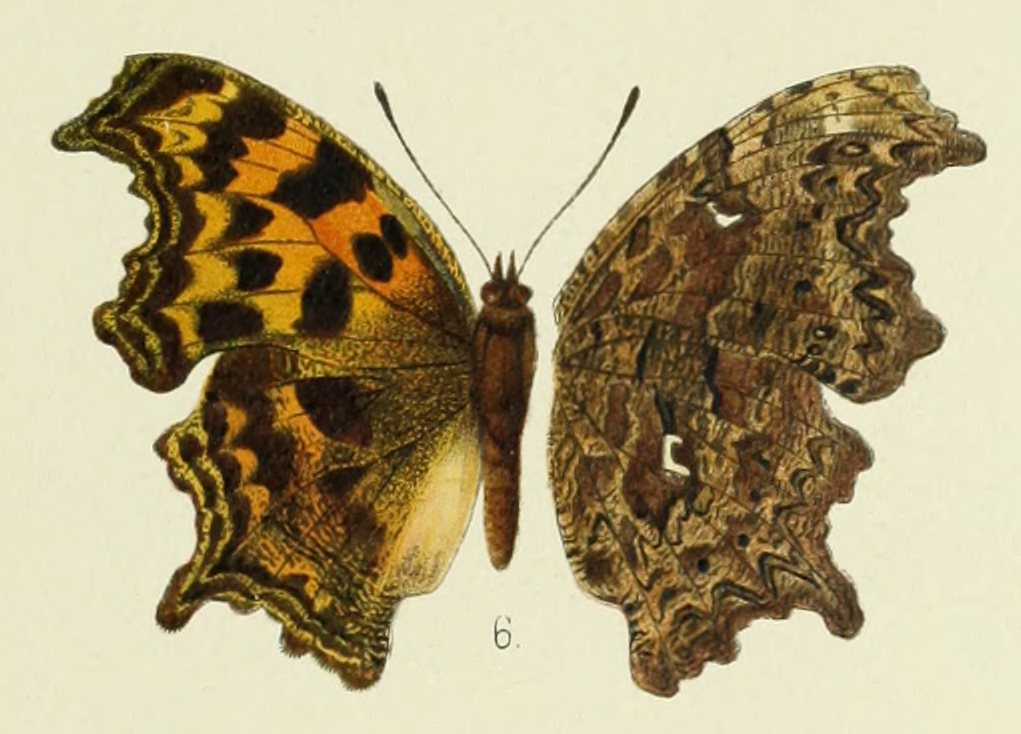
Polygonia gigantea